# Cuenca del río Carampangue
La cuenca del río Carampangue es el espacio natural de la cuenca hidrográfica del río Carampangue ubicada en la Región de Biobío de Chile. Es una cuenca costera, de alimentación pluvial que la Dirección General de Aguas enlista con el código 085 en el Anexo:Inventario de cuencas de Chile (BNA) y ocupa un área de 126000 hectáreas.

der

## Límites y relieve

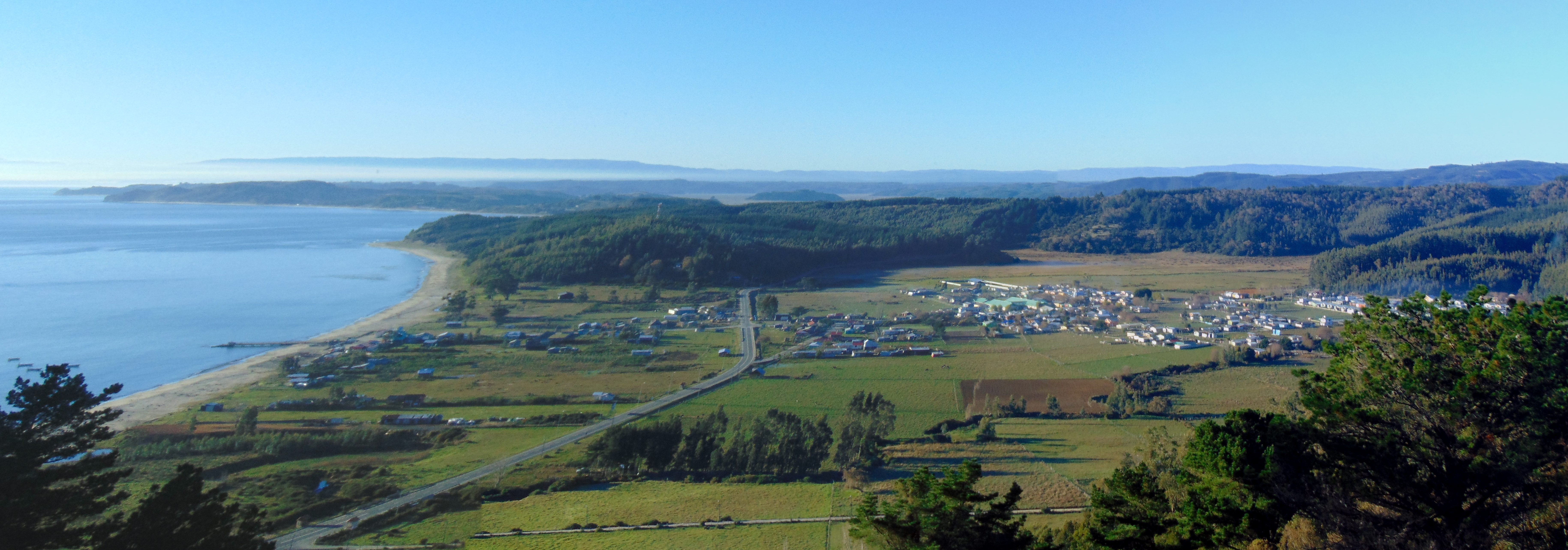
Llico, localidad ubicada aproximadamente a 30 km al este de la desembocadura del río principal.

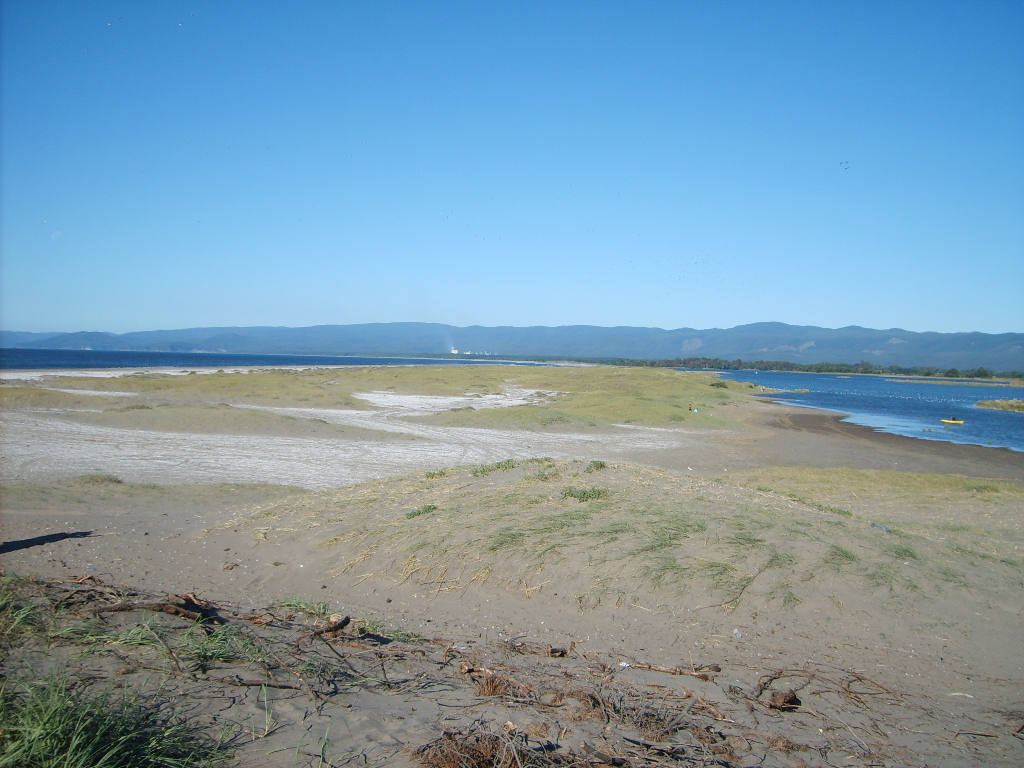
Desembocadura del Carampangue.

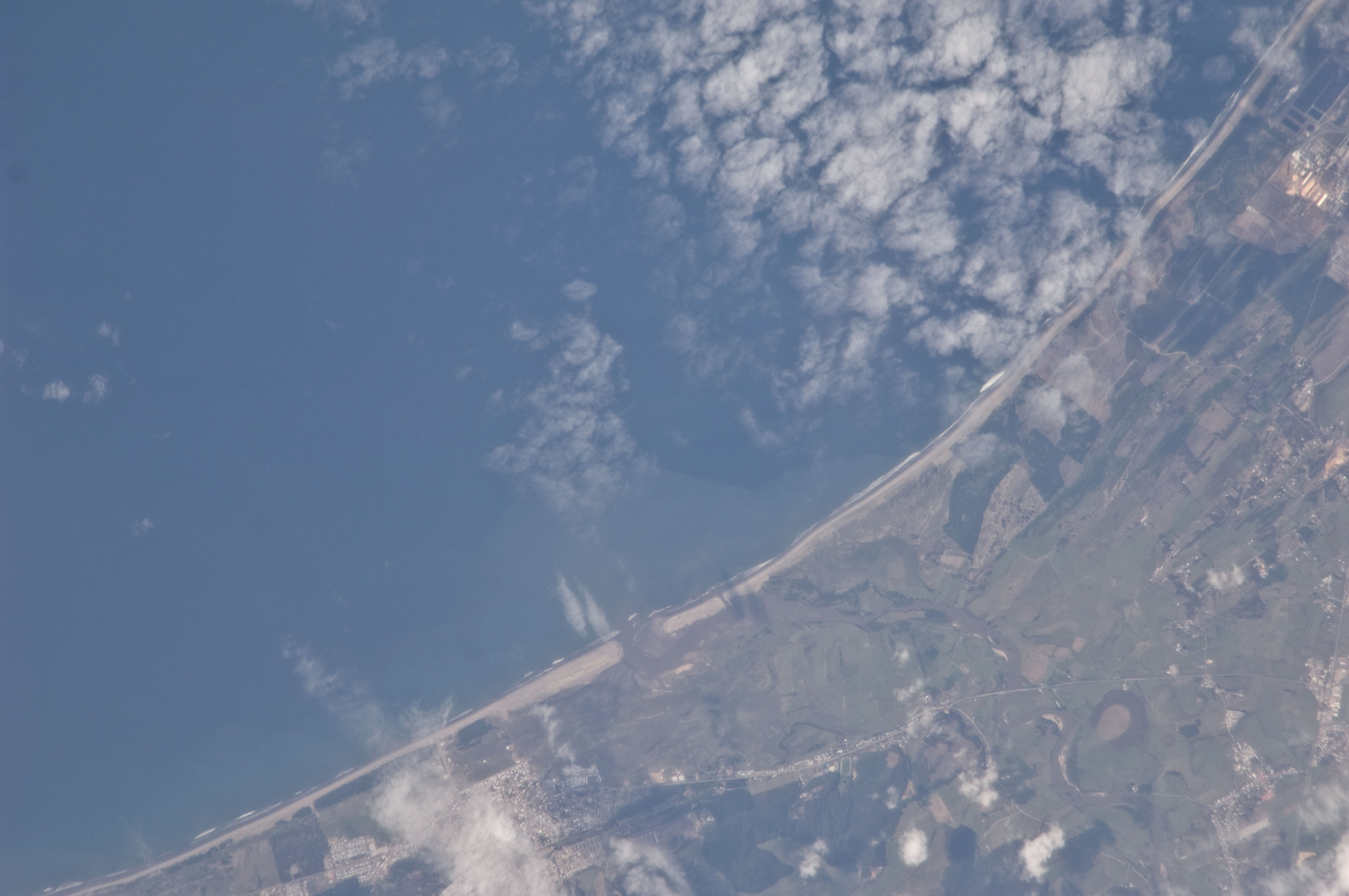
Imagen satelelital de la desembocadura.

La cuenca desemboca bordenado la ciudad de Arauco y siguiendo el sentido de los punteros del reloj, limita al norte con las cuencas Lebu-Paicaví, al este con la cuenca del río Biobío, al sur con la cuenca del río Lebu y hacia el oeste con las cuencas costeras Carampangue-Lebu.

## Población
El sistema de información y monitoreo de biodiversidad del Ministerio del Medio Ambiente de Chile señala la siguiente distribución de la superficie de la cuenca entre las comunas (el porcentaje es de la cuenca):
| Región       | Provincia  | Comuna      | Hectáreas   | Porcentaje |
| Biobío       |            |             | 126.031,205 | 99,86%     |
|              | Concepción |             | 32.170,212  | 25,49%     |
|              |            | Coronel     | 0,345       | < 0,1%     |
|              |            | Lota        | 2.317,594   | 1,836%     |
|              |            | Santa Juana | 29.852,273  | 23,653%    |
|              | Arauco     |             | 93.767,879  | 74,296%    |
|              |            | Arauco      | 35.184,625  | 27,878%    |
|              |            | Curanilahue | 58.577,738  | 46,414%    |
|              |            | Los Alamos  | 5,515       | < 0,1%     |
|              | Biobío     |             | 93,114      | < 0,1%     |
|              |            | Nacimiento  | 93,114      | < 0,1%     |
| La Araucanía |            |             | 80,228      | < 0,1%     |
|              | Malleco    |             | 80,228      | < 0,1%     |
|              |            | Angol       | 80,228      | < 0,1%     |

En la cuenca se emplazan las ciudades de Carampangue y Arauco (Chile).

## Subdivisiones
La Dirección General de Aguas subdivide o reúne las cuencas de Chile acorde a las necesidades de estudio y gestión. Existen dos inventarios que han logrado ser aceptados como principales, el del inventario de cuencas del Banco Nacional de Aguas (BNA) de 1978, de mayor uso, y el inventario de cuencas del Departamento de Administración de Recursos Hídricos (DARH) de 2014 de mejor cartografía que ha obligado a redefinir algunos límites, a veces con cambios mayores, pero también por algunas redefiniciones del concepto de subcuenca.
Bajo el BNA el código del ítem es 085 y con el DARH es 0804.
La subdivisión del BNA es como sigue:
| Cuenca                     | Subcuenca | Subsubcuenca | Aguas                                                        | Área drenaje km² | Observaciones |
| -------------------------- | --------- | ------------ | ------------------------------------------------------------ | ---------------- | ------------- |
| 085 Río Carampangue (mapa) |           |              |                                                              |                  |               |
| 085                        | 0850      | 08500        | Río Carampangue Hasta abajo Estero Animas                    | 312              |               |
| 085                        | 0851      | 08510        | Río Carampangue Entre Estero Animas y Río Colorado           | 282              |               |
| 085                        | 0852      | 08520        | Río Lia                                                      | 343              |               |
| 085                        | 0853      | 08530        | Río Carampangue Entre Arriba Río Colorado y Desembocadura    | 325              |               |
| total:                     | 4         | 4            | Región: VIII (100%) / Tipo: Exorreica / Desemb.: O. Pacífico | 1262             |               |

La disposición de cuencas en el inventario DARH es la siguiente:
| Código     | Nombre                                         | Código en mapa | Tipología de cuenca | Vertiente de cuenca | Origen de cuenca | Temperatura media anual (C°) | Temperatura máxima (C°) | Temperatura mínima (C°) | Precipitación anual (mm) | Número de estaciones fluviométricas | Número de estaciones pluviométricas | Área (km²)    |
| ---------- | ---------------------------------------------- | -------------- | ------------------- | ------------------- | ---------------- | ---------------------------- | ----------------------- | ----------------------- | ------------------------ | ----------------------------------- | ----------------------------------- | ------------- |
| 0804       | Cuenca Arauco                                  | Cuenca Arauco  | Cuenca Arauco       | Cuenca Arauco       | Cuenca Arauco    | Cuenca Arauco                | Cuenca Arauco           | Cuenca Arauco           | Cuenca Arauco            | Cuenca Arauco                       | Cuenca Arauco                       | Cuenca Arauco |
| 080400     | Costeras entre Río Biobío y Río Manco          | 0              | Exorreica           | Pacífico            | Pluvial          | 12.4                         | 23.5                    | 4.5                     | 1268.9                   | 0                                   | 0                                   | 147.2         |
| 080401     | Costeras entre Río Manco y Río Laraquete       | 0              | Exorreica           | Pacífico            | Pluvial          | 11.5                         | 22.9                    | 3.6                     | 1405.7                   | 0                                   | 0                                   | 107.3         |
| 080402     | Costeras entre Río Laraquete y Río Carampangue | 0              | Exorreica           | Pacífico            | Pluvial          | 11.9                         | 23.3                    | 4.0                     | 1435.3                   | 1                                   | 0                                   | 111.0         |
| 08040300   | Río Carampangue                                | 65             | Exorreica           | Pacífico            | Pluvial          | 11.3                         | 22.8                    | 3.5                     | 1509.4                   | 1                                   | 1                                   | 606.4         |
| 0804030000 | Río Lia                                        | 66             | Exorreica           | Pacífico            | Pluvial          | 10.7                         | 22.5                    | 2.8                     | 1483.8                   | 0                                   | 0                                   | 348.3         |
| 0804030001 | Río Cabrera                                    | 67             | Exorreica           | Pacífico            | Pluvial          | 10.4                         | 22.4                    | 2.4                     | 1508.9                   | 0                                   | 0                                   | 152.6         |
| 0804030002 | Río Las Animas                                 | 68             | Exorreica           | Pacífico            | Pluvial          | 9.4                          | 21.7                    | 1.5                     | 1512.6                   | 0                                   | 0                                   | 148.2         |
| 080404     | Isla Santa María                               | 0              | Exorreica           | Pacífico            | Pluvial          | 13.1                         | 22.7                    | 6.1                     | 877.0                    | 0                                   | 0                                   | 30.1          |
| 080405     | Costeras entre Punta Lavapié y Río Raqui       | 0              | Exorreica           | Pacífico            | Pluvial          | 12.7                         | 23.0                    | 5.4                     | 1252.7                   | 0                                   | 0                                   | 272.7         |

## Hidrología

### Red hidrográfica
Los cuerpos de agua considerados en esta categoría son:

### Caudal y régimen
El río no tiene estaciones fluviométricas.: 76  El gasto medio estimado es de unos 35-40 m³/s en año,: 10  y su régimen es pluvial.: 44 

### Glaciares
El inventario público de glaciares de Chile 2022 no enlista glaciares en esta cuenca.

### Humedales
El Ministerio del Medio Ambiente registra un humedal urbano en la cuenca, el Humedal Curaquilla (HU-0079).

## Clima

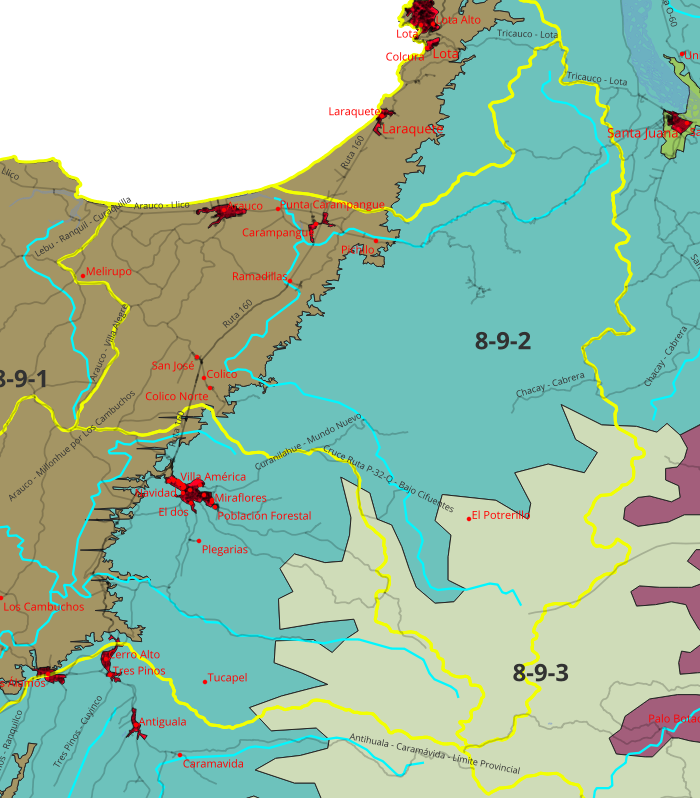
Distritos agroclimáticos en la cuenca del río Carampangue según el Atlas agroclimático de Chile. Las líneas amarillas son los límites de las cuencas o ítems.

El Atlas agroclimático de Chile distingue tres distritos climáticos en la cuenca:
- 8-9-1 Templado cálido supratermal con régimen de humedad sub húmedo seco (Csb2Shs). La temperatura oscila entre un máximo de enero de 22,5 °C (máx de 26 °C y mín de 18,6 °C dentro del distrito) y un mínimo de Julio de 5,7 °C (máx de 6,5 °C y mín de 4,7 °C dentro del distrito). Tiene un promedio de 297 días consecutivos libres de heladas. En el año se registra un promedio de 3 heladas. El período de temperaturas favorables a la actividad vegetativa dura 9 meses. Registra anualmente 1.185 días grado y 443 horas de frío acumuladas hasta el 31 de Julio. La precipitación media anual es de 1.135 mm y un período seco de 5 meses, con un déficit hídrico de 465 mm/año. El período húmedo dura 5 meses durante los cuales se produce un excedente hídrico de 464 mm.
- 8-9-2 Templado cálido supratermal con régimen de humedad sub húmedo húmedo (Csb2Shh). La temperatura oscila entre un máximo de enero de 25,1 °C (máx de 28,8 °C y mín de 20,2 °C dentro del distrito) y un mínimo de Julio de 5,8 °C. (máx de 6,6 °C y mín de 4,6 °C dentro del distrito) Tiene un promedio de 304 días consecutivos libres de heladas. En el año se registra un promedio de 4 heladas. El período de temperaturas favorables a la actividad vegetativa dura 9 meses. Registra anualmente 1.266 días grado y 452 horas de frío acumuladas hasta el 31 de Julio. La precipitación media anual es de 1.587 mm y un período seco de 4 meses, con un déficit hídrico de 475 mm/año.El período húmedo dura 6 meses durante los cuales se produce un excedente hídrico de 882 mm.
- 8-9-3 Templado cálido supratermal con régimen de humedad húmedo con tendencia mediterránea (Csb2fs). La temperatura oscila entre un máximo de enero de 25,7 °C (máx de 27,5 °C y mín de 22 °C dentro del distrito) y un mínimo de julio de 6,3 °C (máx de 6,5 °C y mín de 4,9 °C dentro del distrito). Tiene un promedio de 339 días consecutivos libres de heladas. En el año se registra un promedio de 2 heladas. El periodo de temperaturas favorables a la actividad vegetativa dura 9 meses. Registra anualmente 1.236 días grado y 398 horas de  rio acumuladas hasta el 31 de Julio. La precipitación media anual es de 2.248 mm y un periodo seco de 2 meses, con un déficit hídrico de 302 mm/año. El período húmedo dura 7 meses durante los cuales se produce un excedente hídrico de 1.430 mm.

Diagrama Walter Lieth para la ciudad de Arauco.

Los diagramas Walter Lieth muestran con un área azul los periodos en que las precipitaciones sobrepasan la cantidad de agua que el calor del sol evapora en el mismo lapso de tiempo, (un promedio de 10 °C mensuales evaporan 20 mm de agua caída) dejando un clima húmedo. Por el contrario, las zonas amarillas indican que durante ese tiempo el agua caída puede ser evaporada por el calor del sol. El área gris señala meses muy húmedos.

## Áreas bajo protección oficial y conservación de la biodiversidad
El portal del Ministerio del Medio Ambiente señala como único espacio protegido en la cuenca el santuario de la naturaleza Humedal Arauco Desembocadura Río Carampangue.